# Peyrehorade
Peyrehorade (okzitanisch Pèira Horada, baskisch Peirahorada) ist eine französische Gemeinde mit 3693 Einwohnern (Stand: 1. Januar 2022) im Département Landes in der Region Nouvelle-Aquitaine. Sie gehört zum Arrondissement Dax und zum Kanton Orthe et Arrigans.

## Geografie
Peyrehorade liegt am nördlichen Rand des französischen Baskenlandes sowie am rechten Ufer des Flusses Gaves Réunis, der oberhalb der Stadt durch den Zusammenfluss des Gave de Pau mit dem Gave d’Oloron entsteht. Westlich des Stadtkerns liegt der Lac de Sames, ein kleiner See.

## Geschichte
Die erste nachweisliche Erwähnung der Ortschaft stammt aus dem Jahr 1448.

### Bevölkerungsentwicklung
| Jahr      | 1962 | 1968 | 1975 | 1982 | 1990 | 1999 | 2010 | 2017 |
| Einwohner | 2584 | 2591 | 2861 | 3093 | 3056 | 3017 | 3467 | 3695 |

## Sehenswürdigkeiten
- Schloss Montréal, Schloss aus dem 16. Jahrhundert
- Burg Aspremont, Motte aus dem 11. Jahrhundert
- Kirche Saint-Martin

## Wirtschaft und Infrastruktur
Peyrehorade ist ein Fremdenverkehrsort, in dem zahlreiche Dienstleistungsbetriebe etabliert sind. Im Industriesektor sind zwei Unternehmungen im Bereich der Agronomie tätig.
Mittwochs ist Markttag, an dem lebendes Geflügel und Kleinvieh verkauft wird.
Peyrehorade ist ans Eisenbahnnetz der SNCF und ein regionales Busnetz angeschlossen. Der nächste Autobahnanschluss an der Autoroute A64 befindet sich etwa 4 km südlich und ist durch die Departementsstraße D 19 mit dem Stadtkern verbunden. Eine Brücke über den Gave de Pau verbindet die Stadt mit dem Dorf Le Bioch.

## Persönlichkeiten
- Geneviève Darrieussecq (* 1956), französische Politikerin

## Städtepartnerschaft
Eine Partnerschaft verbindet Peyrehorade mit Saint-Louis im Elsass.

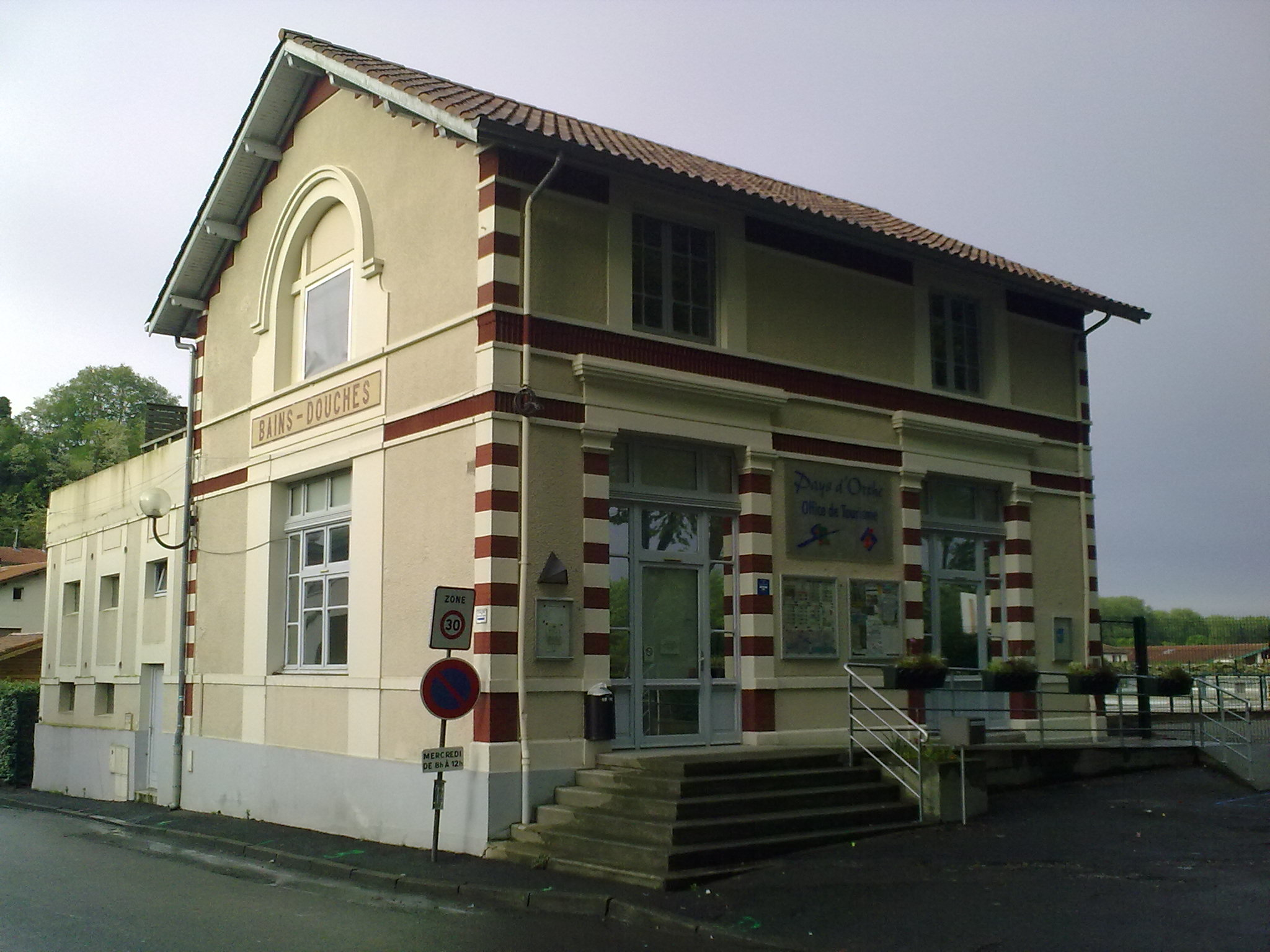
Tourist-Information
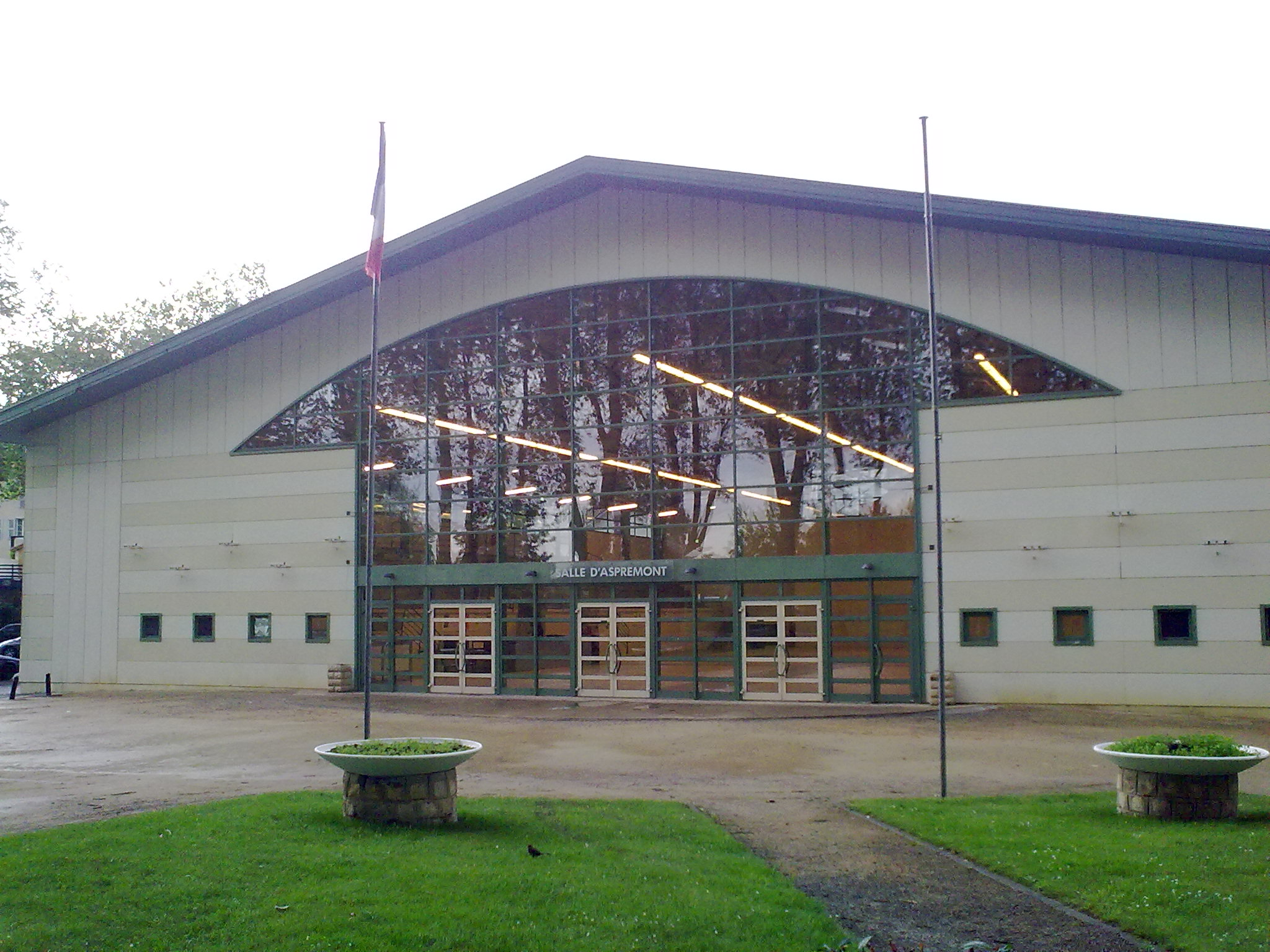
Mehrzweckhalle
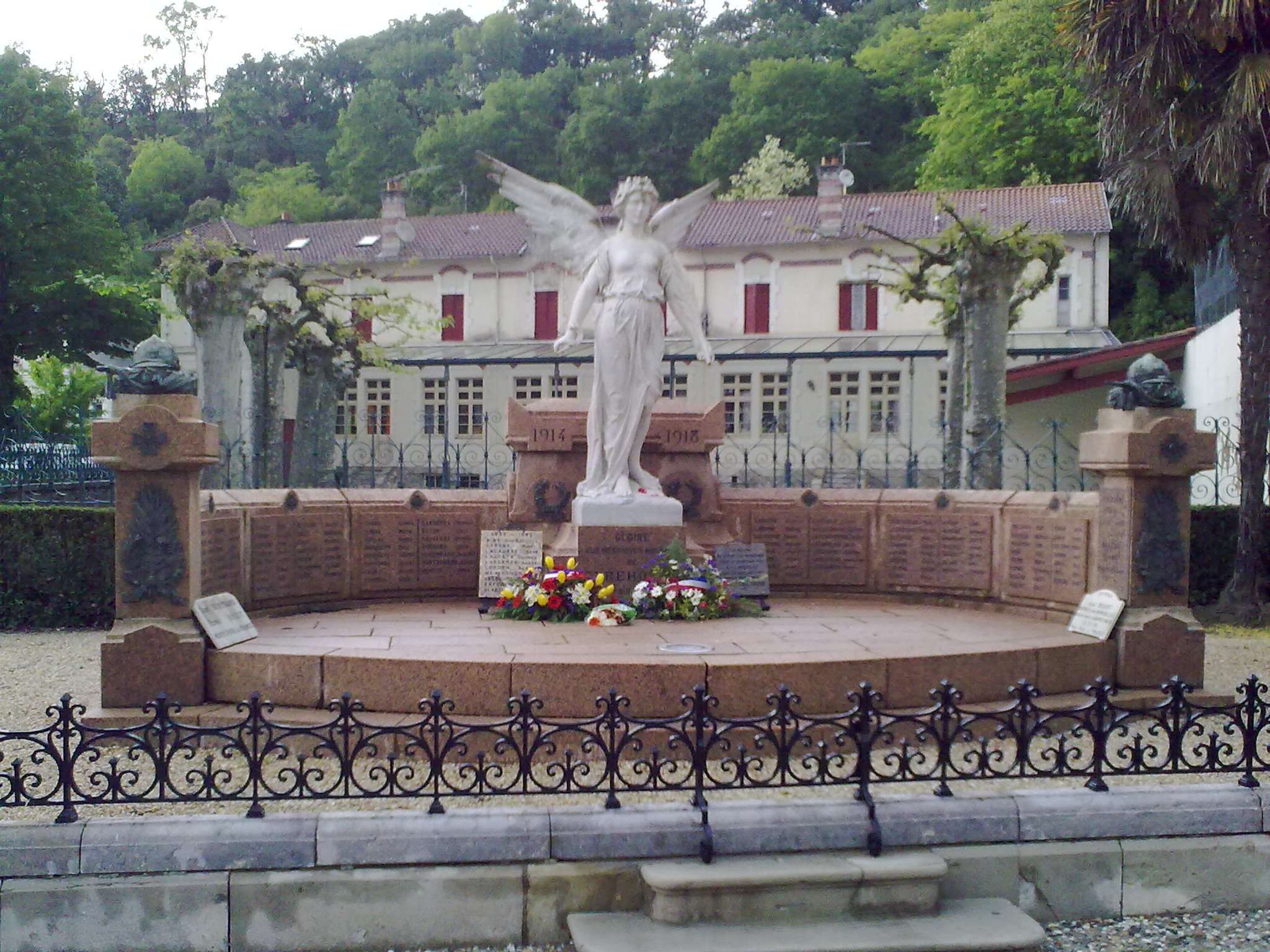
Denkmal für die Kriegsgefallenen
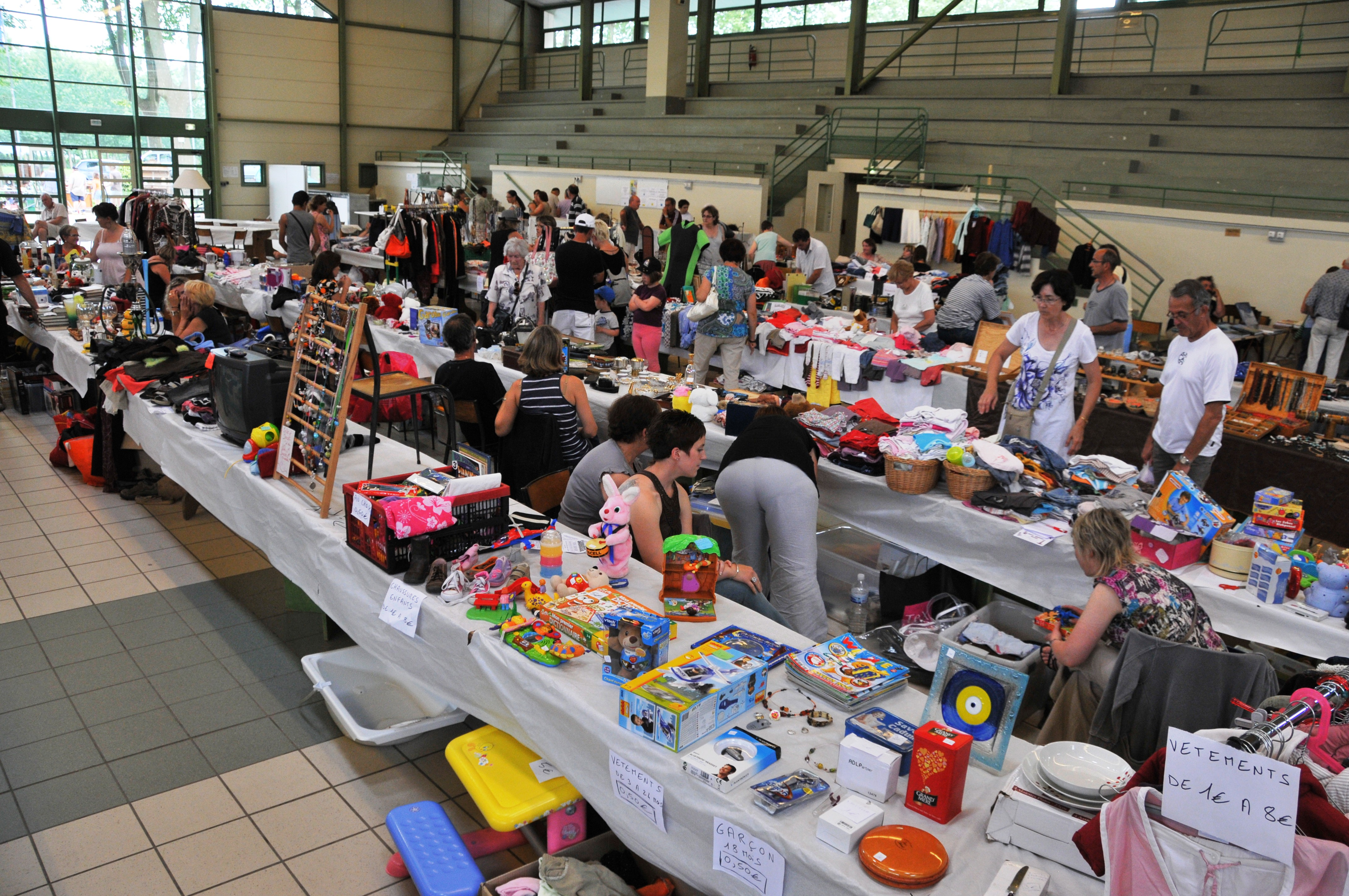
Flohmarkt in der Mehrzweckhalle

Die Kirche
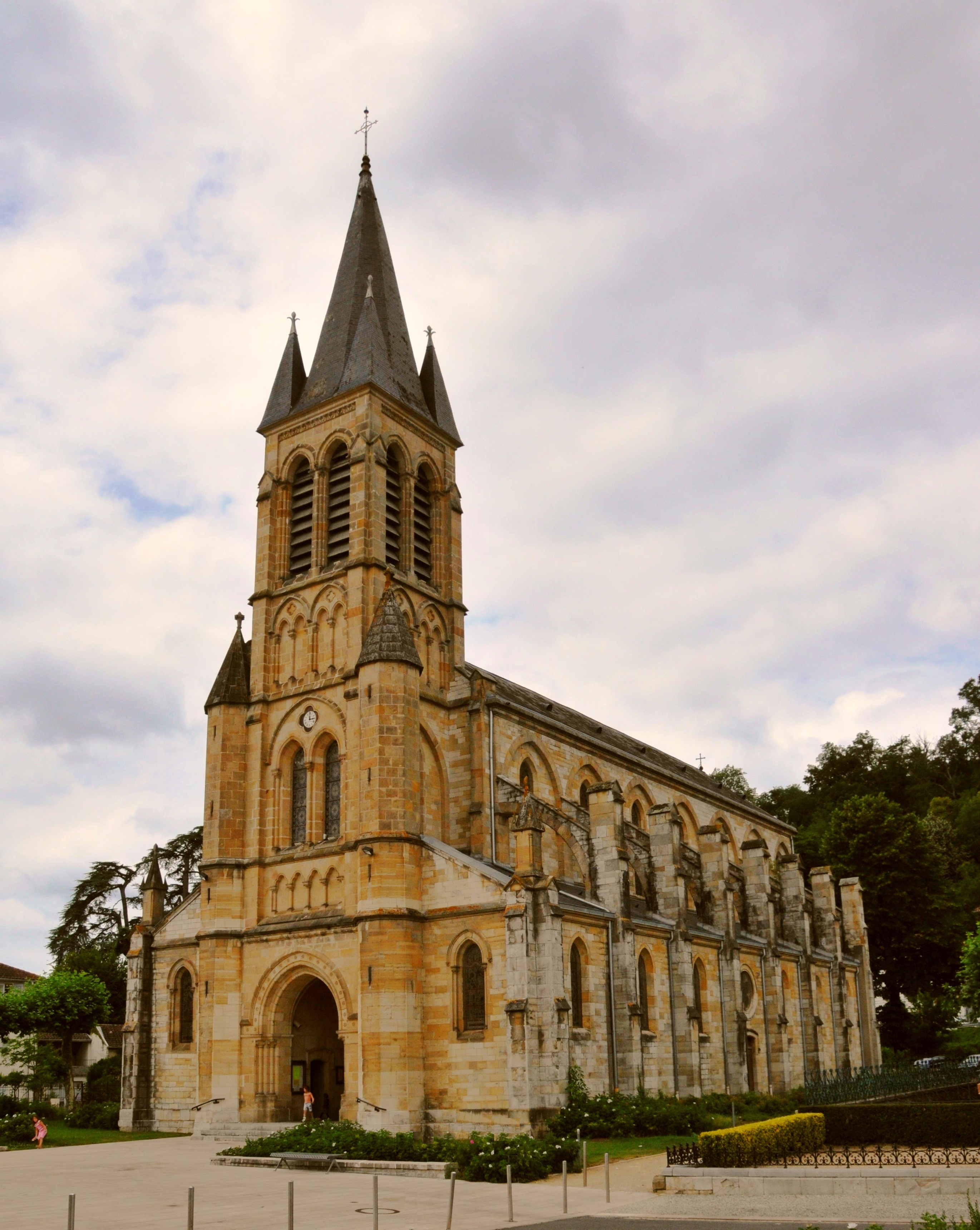
Südseite
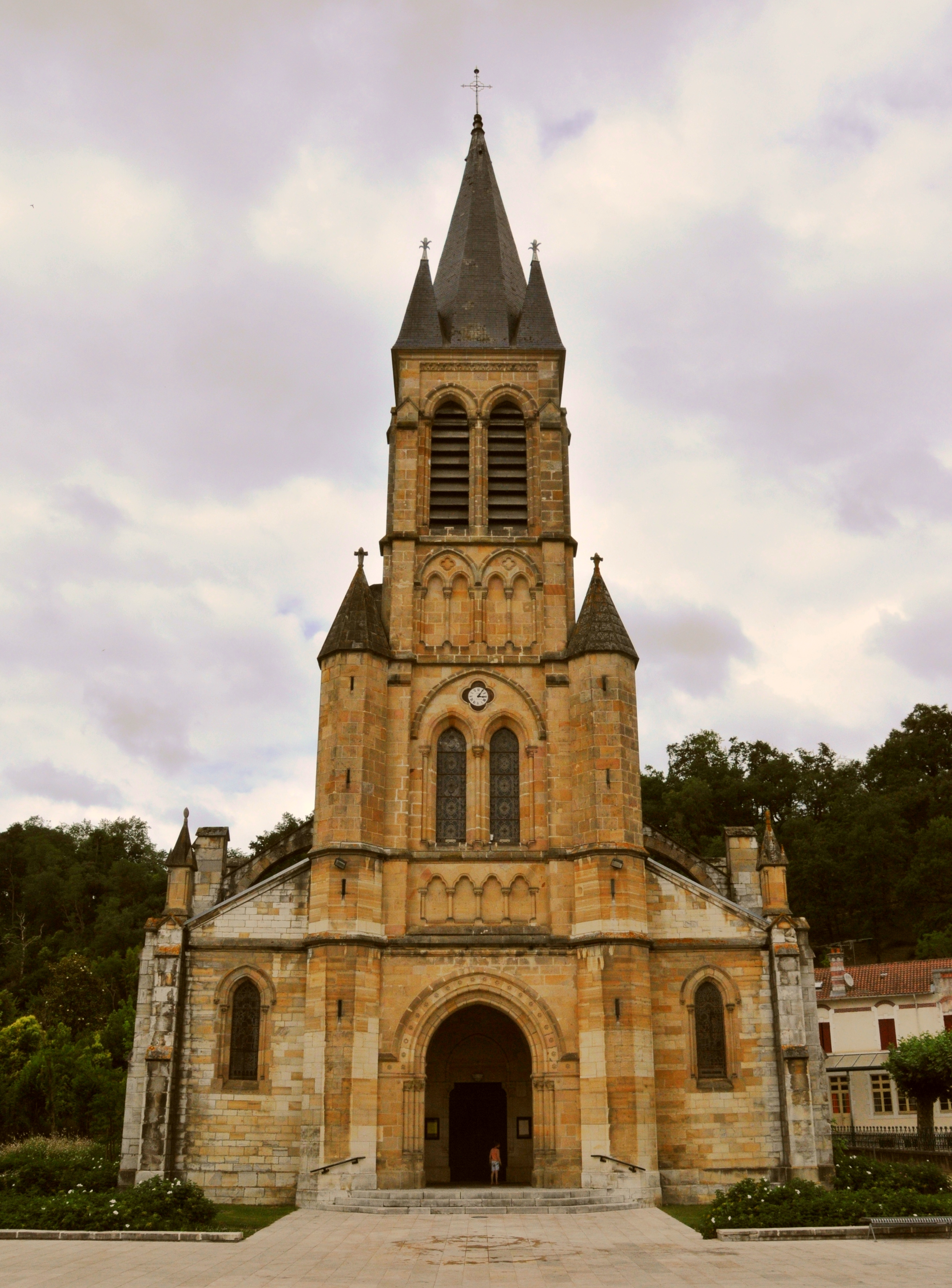
Frontalansicht
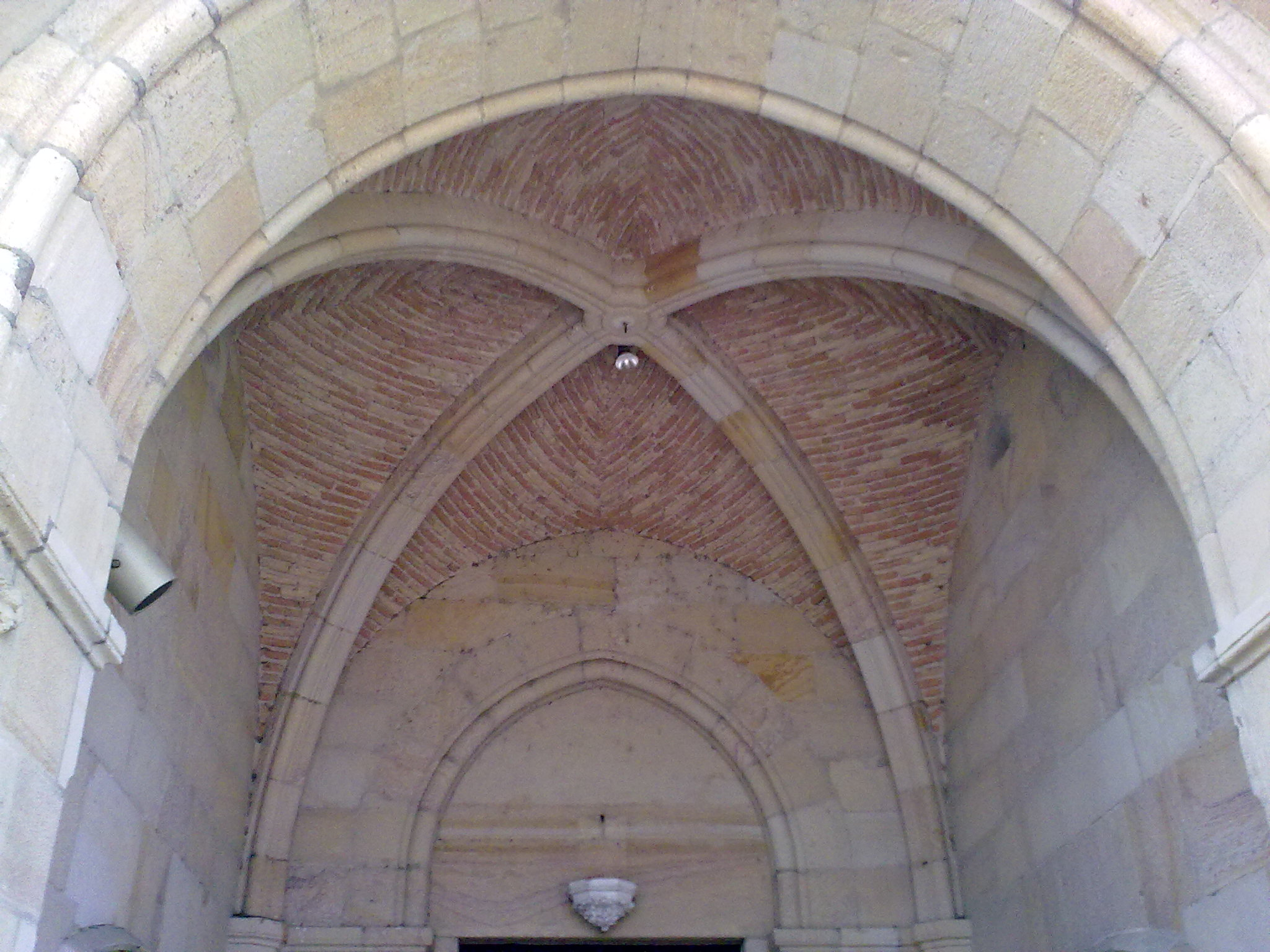
Eingangsbereich
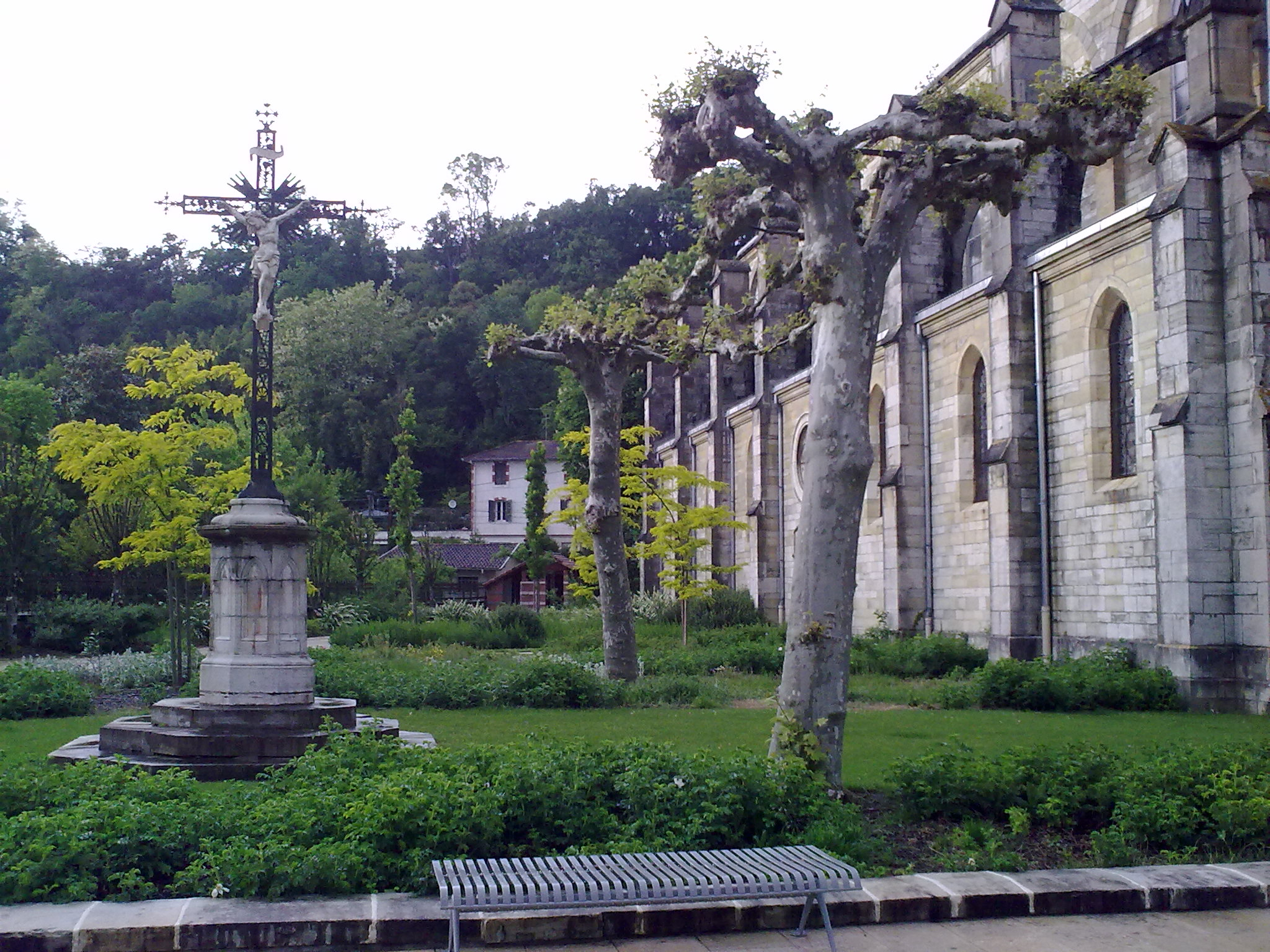
Garten
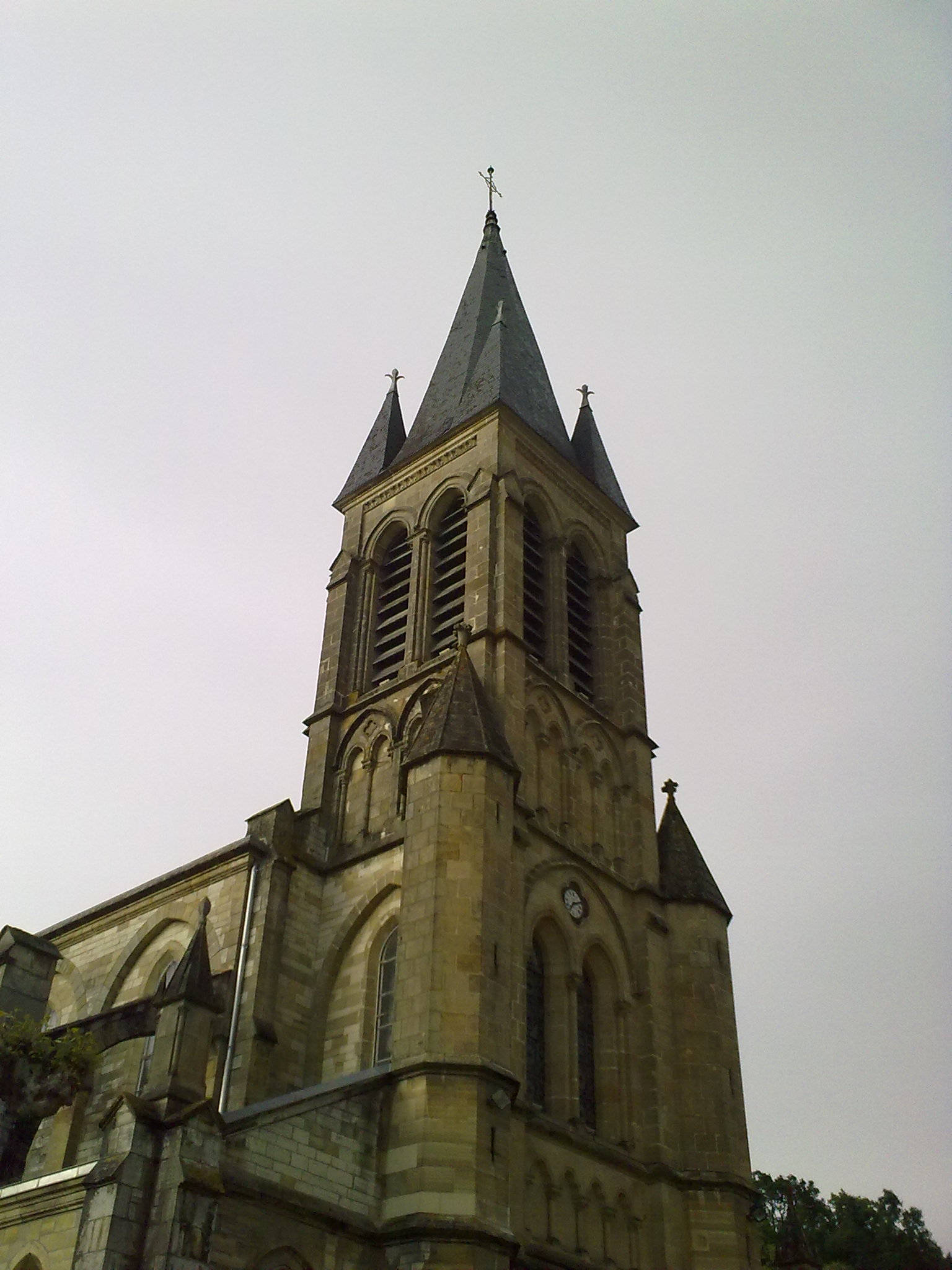
Glockenturm
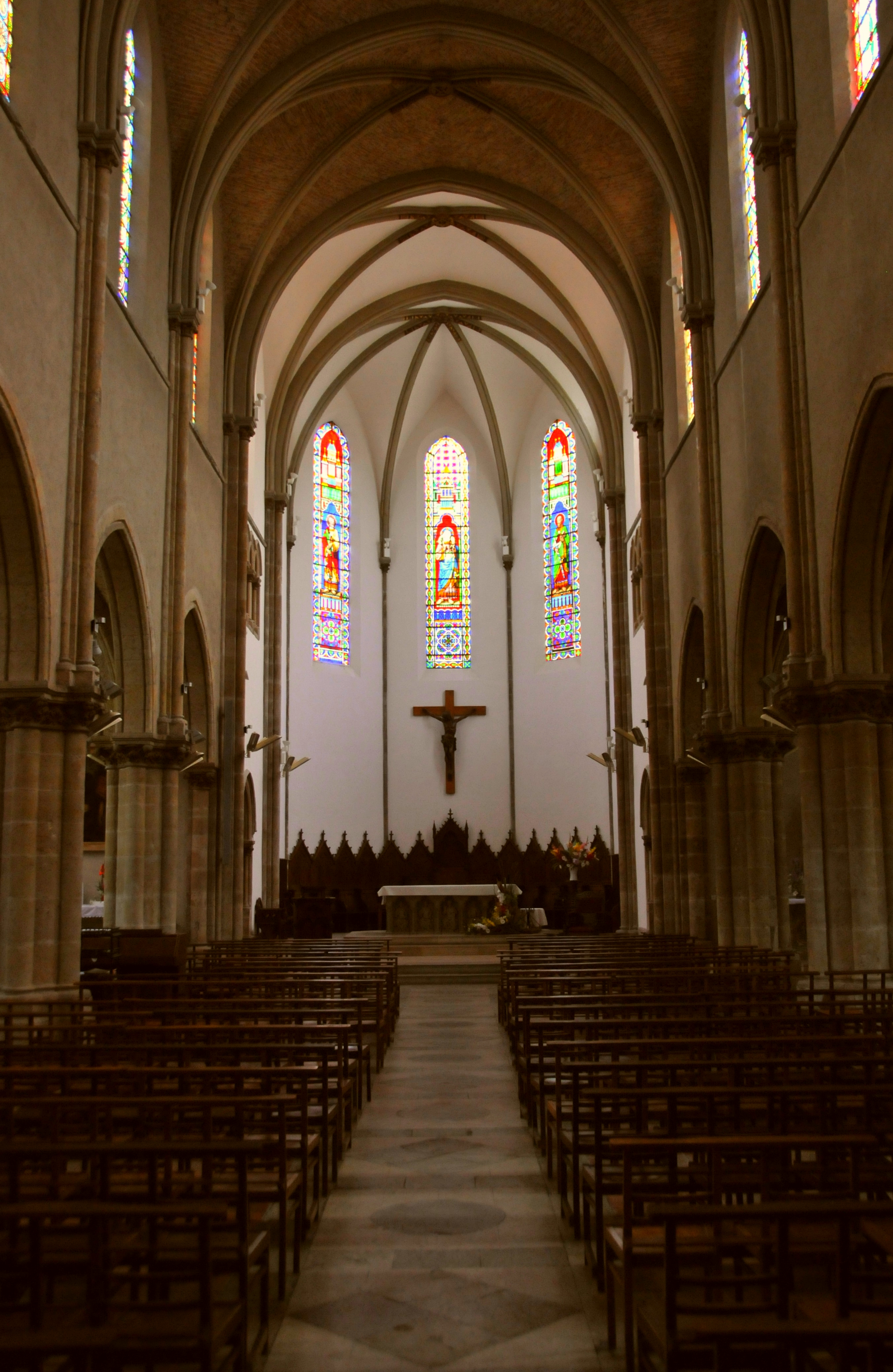
Kircheninneres mit Altarraum
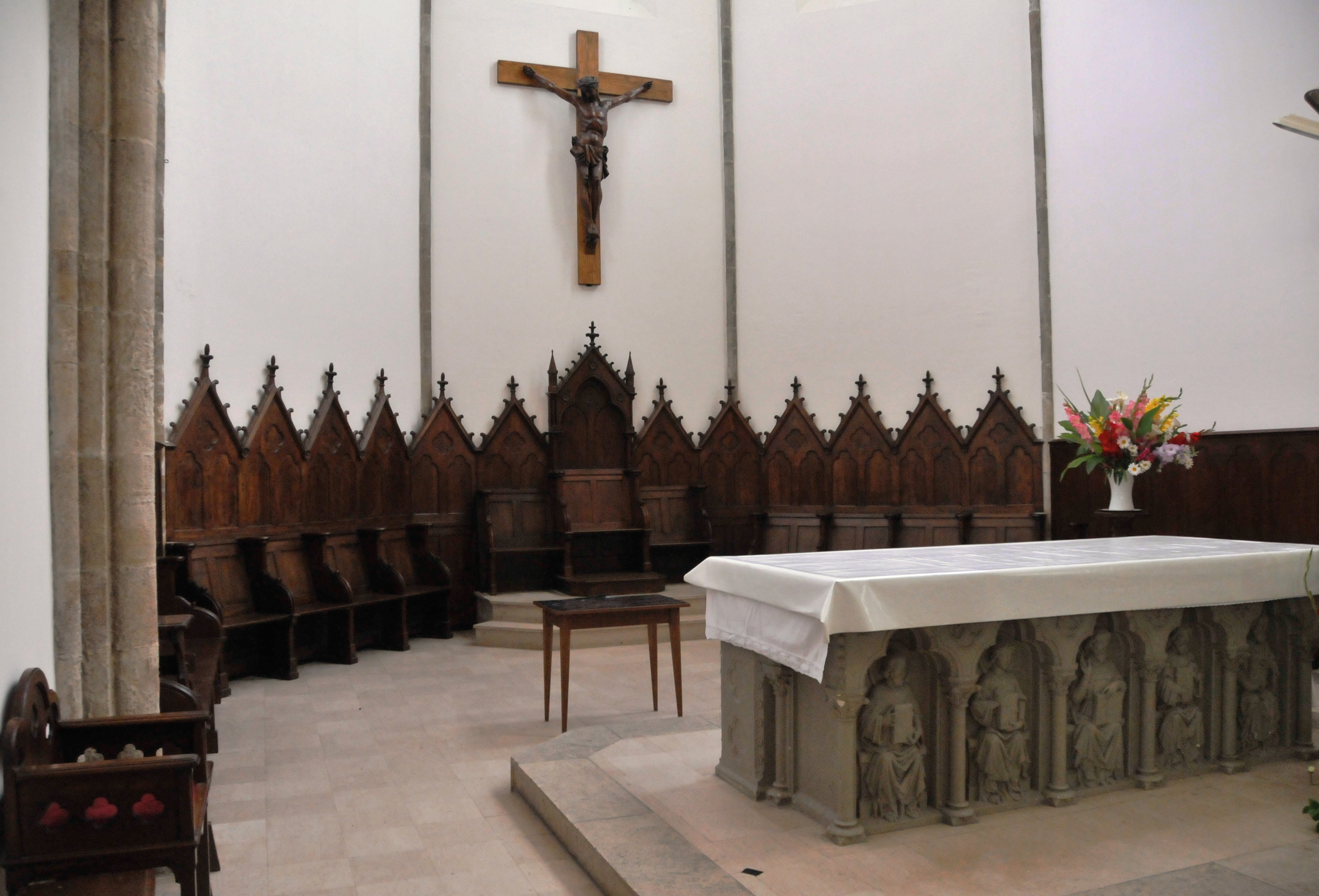
Altarraum mit altem Chorgestühl
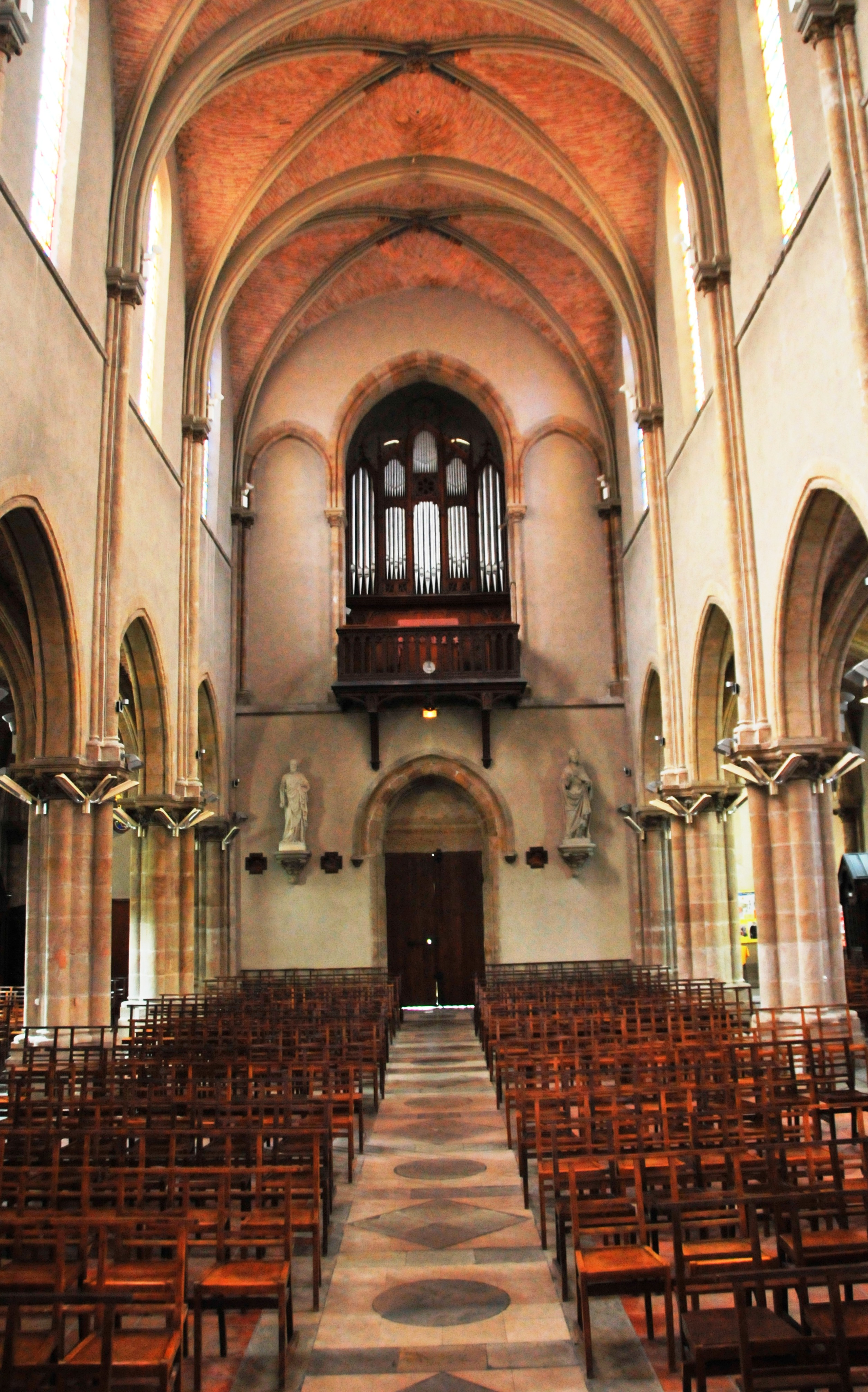
Kircheninneres mit Blick auf die Orgel